# 津 (鎌倉市)
津（つ）は神奈川県鎌倉市の大字。住居表示未実施区域。

## 地理
鎌倉市南西部に位置し、鎌倉市の行政地区区分では腰越地域に属している。北端を湘南モノレール江の島線と市道大船・西鎌倉線（旧京浜急行線）が走っており、中央を走る大船方面から江の島東浜へと通じる神奈川県道304号腰越大船線は、夏場等の海水浴シーズンには非常に混雑する。主に住宅地として利用されているが、神奈川県道304号腰越大船線上には商店も建ち並ぶ。町村制施行まで存在した鎌倉郡津村を継承する大字であるが、江戸時代初期に同村から腰越村が分離した経緯（腰越#腰越村成立を参照）から、腰越村を継承する大字腰越との境界がモザイク状に形成されており、両大字を分離して表示することが困難なため、市街図等では腰越と合わせて腰越・津と表示されることが多い。

### 鎌倉広町緑地
鎌倉広町緑地（北緯35度18分44.38秒 東経139度30分28.57秒 / 北緯35.3123278度 東経139.5079361度座標: 北緯35度18分44.38秒 東経139度30分28.57秒 / 北緯35.3123278度 東経139.5079361度）は1952年（平成27年）4月に正式開園した市立公園で、約48ヘクタールの広大な緑地に、複雑に入り組む谷戸と丘陵と小川があり、外周路を回るにも1時間半〜2時間を要する。

## 歴史
1960年代頃より、現在の新鎌倉山にあたる地域で大規模な宅地開発が行われ、湘南モノレール江の島線を挟んで反対側に位置する「西鎌倉住宅地」と共に、分譲が開始された。

## 世帯数と人口
2023年（令和5年）9月1日現在（鎌倉市発表）の世帯数と人口は以下の通りである。なお、大字腰越との合算値である。
| 大字 | 世帯数    | 人口    |
| ---- | --------- | ------- |
| 津   | 2,439世帯 | 5,645人 |

### 人口の変遷
国勢調査による人口の推移。
| 年                 | 人口  |
| ------------------ | ----- |
| 1995年（平成7年）  | 6,380 |
| 2000年（平成12年） | 6,274 |
| 2005年（平成17年） | 6,182 |
| 2010年（平成22年） | 5,930 |
| 2015年（平成27年） | 5,821 |
| 2020年（令和2年）  | 5,663 |

### 世帯数の変遷
国勢調査による世帯数の推移。
| 年                 | 世帯数 |
| ------------------ | ------ |
| 1995年（平成7年）  | 2,192  |
| 2000年（平成12年） | 2,316  |
| 2005年（平成17年） | 2,400  |
| 2010年（平成22年） | 2,433  |
| 2015年（平成27年） | 2,376  |
| 2020年（令和2年）  | 2,404  |

## 学区
市立小・中学校に通う場合、学区は以下の通りとなる（2017年7月時点）。
| 番地 | 小学校               | 中学校             |
| --- | -------------------- | ------------------ |
| 1～552、593～596 598〜599、601-113〜114 604～886、891～1028 | 鎌倉市立腰越小学校   | 鎌倉市立腰越中学校 |
| 553～592、597 601、601-1～112 601-115～134、601-137 602〜603、1085 1086-1、1086-3～17 1086-19、1095-1 1095-3〜4、1097 1113-1、1113-4 1127、1130～1146 1155～1162、1224～1282 | 鎌倉市立西鎌倉小学校 | 鎌倉市立腰越中学校 |
| 887～890、1029～1069 1071、1079～1084 1086-2、1095-2 1101～1112、1113-2〜3 1113-5～7、1117～1126 1128〜1129、 1147～1151 1163～1166、1520 1540-3、1558-23 1577、1580、1585-7 | 鎌倉市立西鎌倉小学校 | 鎌倉市立手広中学校 |
| 1331～1441、1683～1695 | 鎌倉市立腰越小学校   | 鎌倉市立手広中学校 |

## 事業所
2021年（令和3年）現在の経済センサス調査による事業所数と従業員数は以下の通りである。
| 大字 | 事業所数 | 従業員数 |
| ---- | -------- | -------- |
| 津   | 71事業所 | 336人    |

### 事業者数の変遷
経済センサスによる事業所数の推移。
| 年                 | 事業者数 |
| ------------------ | -------- |
| 2016年（平成28年） | 53       |
| 2021年（令和3年）  | 71       |

### 従業員数の変遷
経済センサスによる従業員数の推移。
| 年                 | 従業員数 |
| ------------------ | -------- |
| 2016年（平成28年） | 289      |
| 2021年（令和3年）  | 336      |

## 交通

### 鉄道
鉄道の駅はないが、北端を湘南モノレール江の島線が走っている。

### 道路
- 市道大船・西鎌倉線（旧京浜急行線）
- 神奈川県道304号腰越大船線

## 施設
- 鎌倉警察署 津駐在所

## その他

### 日本郵便
- 郵便番号 : 248-0032[3]（集配局 : 鎌倉郵便局[18]）。

## 関連文献
- 「深澤庄 津村」『大日本地誌大系』 第40巻新編相模国風土記稿5巻之105村里部鎌倉郡巻之37、雄山閣、1932年8月。NDLJP:1179240/92。